# Frederiksberg Idræts-Forening
Frederiksberg Idræts-Forening (forkortet Frederiksberg IF, FIF) er en idrætsklub hjemmehørende på Frederiksberg i København med afdelinger for atletik, håndbold og petanque.
Klubben blev stiftet d. 24. februar 1913 og fik navnet "Hafnia" (det latinske navn for København), fordi et af medlemmerne havde et stempel med bogstaver HI. Den 3. april 1919 skiftede klubben navn til det nuværende, Frederiksberg Idræts-Forening.
I de første år dyrkede man løb og kapgang, fortrinsvis i området omkring Rehbergs Fælled på det sted hvor Lindevangsparken ligger i dag. Nogle medlemmer var også fodboldinteresserede, og man deltog i nogle år i fodboldkampe. Senere kom også boksning, svømning (1934), håndbold (1935) og i 1943 ski- og orienteringsløb på programmet. Fra 1951 til midten af 1960'erne havde klubben en basketballafdeling. Petanque-afdelingen blev oprettet i 1994.
I 1916 fik klubben sin første danske mester, idet Hans Buchardt vandt marathonløbet i tiden 2:51:15. Dette gentog han året efter i eksakt samme tid. Anders Petersen og Ejnar Jensen blev ved de Olympiske Lege i Antwerpen i 1920 klubbens første OL-deltagere. Bokseren Anders Petersen vandt sølv i fluevægt.
Klubbens hjemmebane, Frederiksberg Stadion, blev indviet i 1924. Klubben oprettede en ungdomsafdeling i 1923 og en kvindeafdeling i 1928, som havde sit eget område, Kastegården.

## Atletik
I atletik har klubben vundet 243 danske mesterskaber. Kvinderne har vundet 135 mesterskaber, hvor især Nina Hansen/Fahnøe med 47 og Dorthe Rasmussen/Wolfsberg med 27 har markeret sig. Mændene har vundet totalt 108 mesterskaber med Preben Kristensen (11) og Knud Schibsbye (9) som de mest vindende.

## Håndbold
I håndbold har kvinderne markeret sig bedst med 12 danske mesterskaber, hvilket var rekord indtil 22. maj 2010 hvor Viborg Håndboldklub, vandt deres 13 DM-titel. Landspokalturneringen for kvinder har klubben dog vundet 11 gange (rekord) mod Viborg Håndboldklubs 10. Klubben er i gennem tiderne en af de bedste klubber i dansk kvindehåndbold, især med bidrag fra Anne-Marie Nielsen, som har spillet 180 landskampe. Blandt andre spillere kan nævnes Camilla Andersen, Mette Vestergaard, Marianne Florman, Bo Spellerberg og Morten Krampau.
Elitehåndbolden i FIF hørte fra 2002 til 2010 under PARKEN Sport & Entertainment A/S, som under navnet FCK Håndbold spillede på licens fra moderklubben Frederiksberg IF. FIF spiller nu igen på egen licens og har hold i både Damehåndboldligaen og Håndboldligaen sæsonen 2010/2011.
FIF's offcielle fanfraktion kalder sig FIF Ultras. Efter denne sæsonen lukkede man klubben ned, og der blev lavet en ny klub på, den gamle licens, nu med nyt navn København Håndbold.

### Dameholdet i sæsonen 2012/13
| Nr. | Navn                     | Nationalitet | Position     |
| --- | ------------------------ | ------------ | ------------ |
| 1   | Christina Nimand Hansen  | Danmark      | Målvogter    |
| 2   | Malene Johansen          | Danmark      | Højre Fløj   |
| 3   | Michelle Skovgaard       | Danmark      | Venstre Fløj |
| 4   | Melanie Smith            | Danmark      | Stregspiller |
| 5   | Sofie Bloch-Sørensen     | Danmark      | Bagspiller   |
| 7   | Daniella Dragojevic      | Danmark      | Stregspiller |
| 8   | Nanna Friis              | Danmark      | Bagspiller   |
| 9   | Stine Yde                | Danmark      | Bagspiller   |
| 10  | Christina Krogshede      | Danmark      | Playmaker    |
| 11  | Simone Spur Pedersen     | Danmark      | Bagspiller   |
| 12  | Karin Mortensen          | Danmark      | Målvogter    |
| 13  | Josephine Touray         | Danmark      | Højre Fløj   |
| 14  | Ida Kristine Olesen      | Danmark      | Playmaker    |
| 15  | Julie Engelhardt Hansen  | Danmark      | Stregspiller |
| 16  | Carina Kjergaard Friis   | Danmark      | Målvogter    |
| 17  | Julie Transel            | Danmark      | Venstre Fløj |
| 18  | Stine Frandsen           | Danmark      | Højre Back   |
| 19  | Simone Toftdahl Pedersen | Danmark      | Venstre Fløj |
| 21  | Mie Vinter               | Danmark      | Højre Fløj   |
| 24  | Marianne Bonde           | Danmark      | Stregspiller |
| 27  | Olivera Jurisic          | Danmark      | Venstre Back |

## Petanque
Petanqueafdelingen havde tre FIF-kvinder, Susanne Kramer og Lene Kaaberbøl og Sonja Poulsen, som vandt sølv ved VM i Frankrig 2000.